# Luzulaspis macrospinus
Luzulaspis macrospinus är en insektsart som beskrevs av Savescu 1985. Luzulaspis macrospinus ingår i släktet Luzulaspis och familjen skålsköldlöss.
Artens utbredningsområde är Rumänien. Inga underarter finns listade i Catalogue of Life.